# 施父
施父（？—？），姬姓，名尾，字施父，魯惠公之子，魯隱公和魯桓公的兄弟。

## 生平
前703年冬季，曹國的太子射姑來朝見鲁桓公，鲁国设享礼招待曹太子。首先献酒，接着奏乐，曹太子就叹气。施父說：「曹国太子恐怕会有什么忧心事吧？因为这里不是叹息的地方。」結果第二年春季曹桓公便過世，太子射姑即位，是為曹莊公。

## 评价
·《汉书·古今人表》：中中